# Dvärgsparv
Dvärgsparv (Emberiza pusilla) är en fågel i familjen fältsparvar som häckar på tajgan i norra palearktis, västerut in i nordligaste Norrland. Vintertid flyttar den framför allt till södra Kina. Beståndet anses vara livskraftigt.

## Utseende och läte
Dvärgsparven är en liten fältsparv som mäter 12–13,5 centimeter på längden. Den har en kraftigt streckad brun rygg och vit undersida med fin mörk streckning. I sommardräkt känns den igen på rödbrunt ansikte, svarta hjässband och tydlig vit orbitalringögonring. I vinterdräkt kan den förväxlas med hona sävsparv, men skiljs förutom på lätet (se nedan) genom tydligare ögonring, jämnt rödbrun kind med en smal svart kant baktill, ljust rödbrun tygel och tydligt ljust centralt hjässband. Ofta syns också en liten ljus fläck längst bak på kinden. Benen är också alltid skära, ej röd- eller gråbruna. Könen är lika.
Locklätet är ett vasst och hårt '’zick medan sången är en melodisk och behaglig serie med både hårda, riviga ljud och klara toner.

## Utbredning och systematik
Dvärgsparven häckar på tajgan i nordöstligaste Europa och norra Asien, från norra Skandinavien och österut i ett ganska smalt bälte kring Polcirkeln genom Sibirien till Stilla havet. Den hittas också i nordöstra Kina och möjligen även Mongoliet.
Arten är en flyttfågel som övervintrar i norra Indien, södra Kina och de norra delarna av Sydostasien, där merparten övervintrar i södra Kina. Den brukar anlända till häckningsområdena i slutet av maj till slutet av juni och flyttar i augusti-september.
Trots sitt stora utbredningsområde delas den vanligtvis inte upp i några underarter.

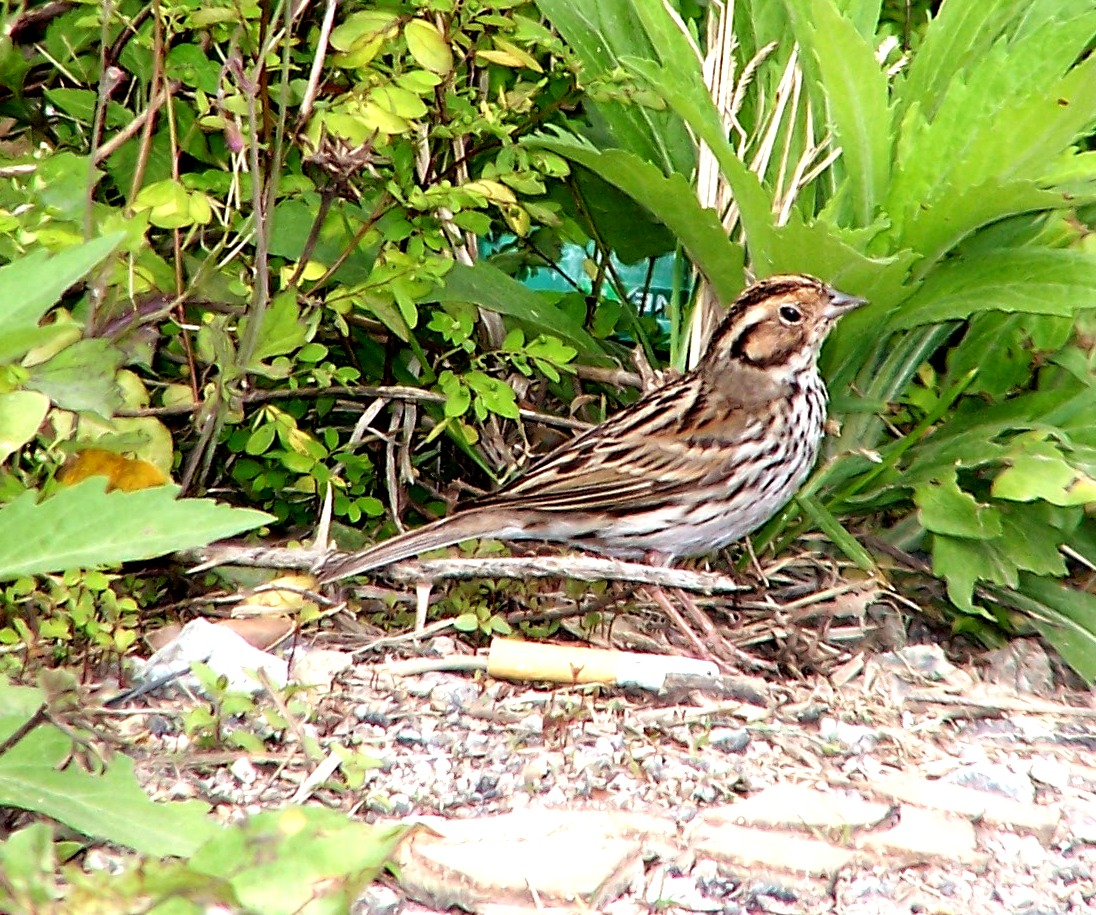
Dvärgsparv fotograferad i Hongkong.

### Förekomst i Sverige
Dvärgsparven observerades första gången i Sverige 1815 då en individ sköts i Lund. I Sverige utgör den en randpopulation, men från 1950-talet och framåt finns observationer som tyder på att den sällsynt men regelbundet häckar i delar av Norrland, speciellt i Lule Lappmark. Från 1958 har den observerats varje år i Sverige och från 1965 har den årligen observerats i Norrland. Idag anses den häcka sällsynt och lokalt, främst i Norrbotten, Torne och Lule lappmark, men har också påträffats under häckningstid i Jämtland och övriga lappmarker.

### Släktestillhörighet
Arten placeras traditionellt i släktet Emberiza, men vissa auktoriteter delar upp detta i flera mindre släkten. Dvärgsparven förs då tillsammans med exempelvis sävsparv och videsparv till Schoeniclus. Genetiska studier visar att den står närmast videsparven. Dessa två utgör systergrupp till artparet gyllensparv och rödbrun sparv.

## Ekologi
Dvärgsparven häckar i öppna barrskogsområden, ofta med inslag av björk eller pil. Den kan också omvänt påträffas i fjällbjörkskog med graninslag. Reviret väljs gärna intill ett rinnande vattendrag.
Jämfört med videsparven hittas den i öppnare och torrare områden, men blötare och slutnare än lappsparven. Vintertid vistas den i olika öppna och halvöppna miljöer, från skogsbryn till buskiga sluttningar, sädes- och risfält, vägkanter och buskiga områden intill våtmarker. Den kan också besöka trädgårdar och fruktodlingar.

### Föda
Födan består av både insekter och frön, vintertid mestadels det senare. Den födosöker på marken och lågt i buskar och träd. I norra Skandinavien letar den aktivt efter mätarlarver några meter ovan mark i björkar, blåbärsris och annan låg vegetation. Dvärgsparven ses vanligen enstaka, i par eller smågrupper, utanför häckningstid dock i småflockar med upp till ett dussintal individer, ofta med andra arter som sävsparv.

### Häckning
Dvärgsparven häckar relativt sent, från början av juni och in i juli, vissa par till och med in i augusti. Den bygger ett bo av grässtjälkar som fodras med strån eller renhår. Boet placeras skyddat på marken. Den lägger fyra till sex ägg som ruvas av båda könen i elva till tolv dagar. Båda föräldrar hjälps åt att mata ungarna, som lämnar boet efter sex till åtta dagar men är flygga först tre till fem dagar senare.<ef name=BOW/> 

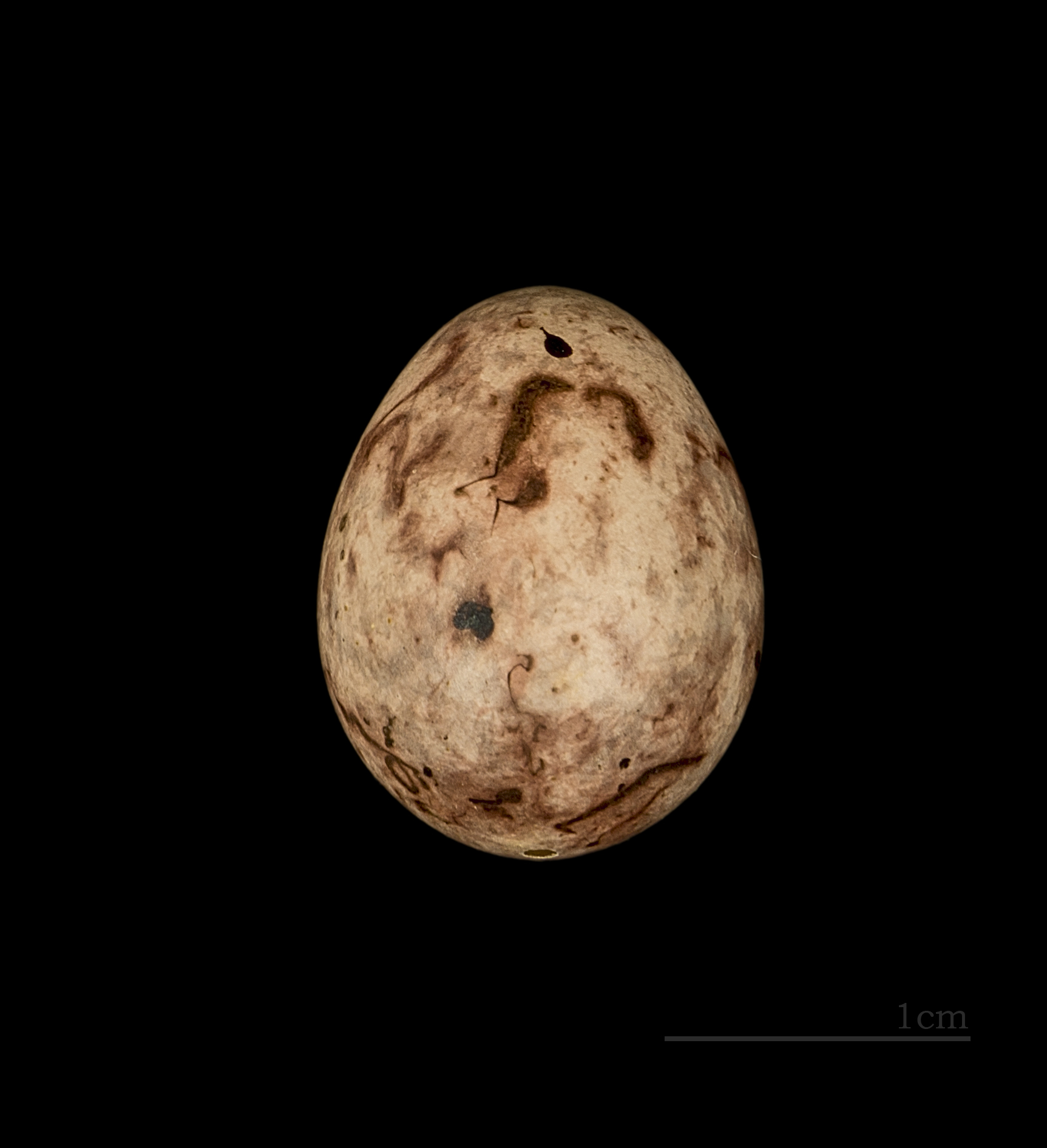
Ägg från dvärgsparv.

## Status och hot
Arten har ett stort utbredningsområde och en stor population med stabil utveckling. Utifrån dessa kriterier kategoriserar IUCN arten som livskraftig (LC). I Europa tros det häcka mellan drygt tre och drygt 5,5 miljoner par.
I Sverige är populationstrenden okänd, men i Finland anses den ha minskat kraftigt sedan 1980. Det svenska beståndet uppskattas till mellan 100 och 860 häckande individer. Den finns upptagen i 2020 års rödlista som sårbar.